# حسات
حسات هي إلهة مصرية قديمة في شكل بقرة. قيل إنها توفر للبشرية الحليب (الذي يُطلق عليه "جعة حسات") وتحديدًا لإرضاع الملوك وعدة آلهة مصرية تتخذ شكل الثور. في نصوص الأهرام، يُقال إنها أم أنوبيس وأم الملك المتوفى. كانت مرتبطة بشكل خاص مع منفيس، إله الثور الحي الذي كان يُعبد في هليوبوليس، وكانت أمهات ثيران منفيس تُدفن في مقبرة مخصصة لحسات. في العصر البطلمي (304-30 قبل الميلاد) كانت مرتبطة ارتباطًا وثيقًا بالإلهة إيزيس.
في الدين المصري القديم، حتحور هي إحدى الإلهات الرئيسية المتعلقة بالماشية لأنها أم حورس ورع وترتبط ارتباطًا وثيقًا بدور الملكية والحكم. حسات هي واحدة من تجليات حتحور، وعادةً ما تُصور كبقرة بيضاء ترمز إلى النقاء والحليب الذي تنتجه لمنح الحياة للبشرية. تشمل الآلهة البقرية الأخرى سخات حور، محيت ورت، وشديت. تشمل نظائرها الذكور أبيس، منفيس، سما ور، وأجب ور.

## التصورات الفنية
بينما لا توجد العديد من الصور المسجلة والمشهورة لحسات، هناك بعض التمثيلات على قطع تابعة لمتاحف رئيسية حول العالم. يحتوي متحف المتروبوليتان للفنون في مجموعته على الجعران مع تصوير حتحور كبقرة. الكتابات الهيروغليفية على هذه القطعة من الفترة المتأخرة تقرأ حاست أو حسات مع مخصص بقرة مستلقية مع الكتابة التالية:
| HA | V17 | t |

 يتم تهجئة اسمها باستخدام الاستبدال التشفيري، الذي أصبح معروفًا في المملكة الحديثة. تقليديًا، كانت تهجئات اسم حسات الصوتية من الفترات السابقة تُكتب عادةً كالتالي:
| V28 | O34 | G39 | G1 | t | E4 |